# 27787 Andokazuma
27787 Andokazuma este o planetă minoră (asteroid), cu un diametru de 9,511 km, din centura de asteroizi. A fost descoperită pe 28 octombrie 1992 la Kitami Observatory⁠(d) de Kin Endate. 
Obiectul prezintă o orbită caracterizată de o semiaxă mare de 2,7943792 UAi, o excentricitate de 0,24, o înclinație de 8,68876 ° în raport cu ecliptica.